# Neisser Konfekt

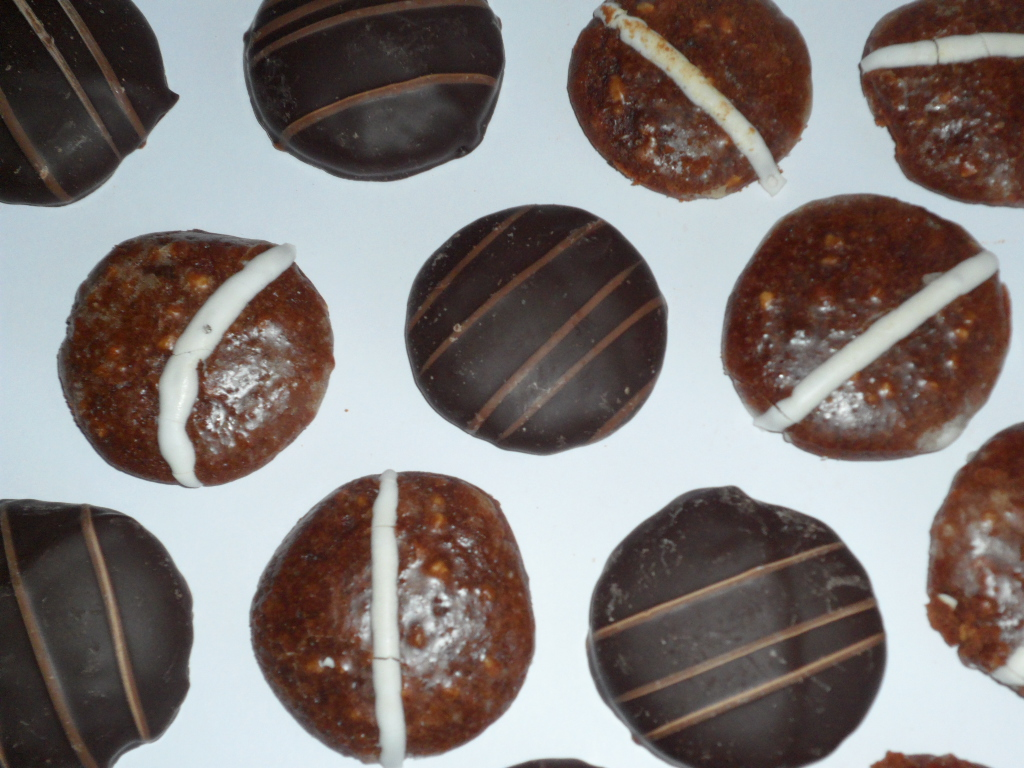
Neisser Konfekt

Neisser Konfekt oder Neisser Pfefferkuchen ist eine Pfefferkuchenspezialität, deren Ursprung in der schlesischen Stadt Neisse liegt.

## Geschichte

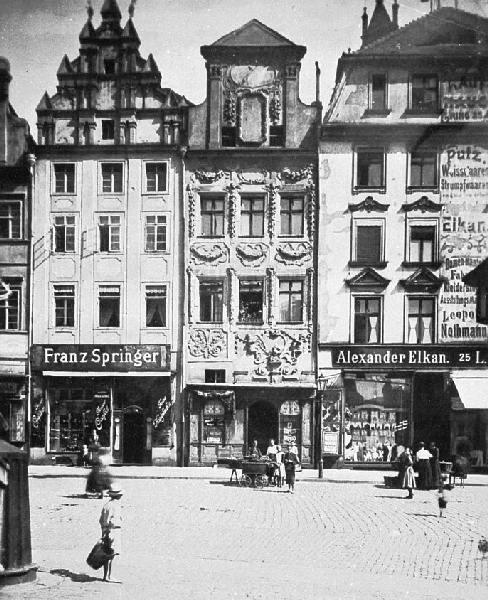
Verkaufslokal der Pfefferküchlerei Franz Springer am Ring zu Neisse in den 1920er Jahren

Die weitläufigen schlesischen Wälder waren eine hervorragende Basis für die Zeidler, die Honigsammler, und damit für den zur Herstellung der Lebkuchen notwendigen Honig; entlang einer der wichtigsten Handelsstraßen des Mittelalters, der Via Regia Lusatiae Superioris, kamen Gewürze aus aller Welt in die schlesischen Städte.
Über den Status der Neisser Pfefferküchler kann ein Grabstein in der St.-Jakobus-Kirche zu Neisse Aufschluss geben: 1633 verstarb „im Alter von 58, George Kehr Lebkuchen Bäcker und seine Frau Susanna“, so lautet die Inschrift auf einem durchaus auf Wohlstand hinweisenden Epitaph – als einziger Handwerker ist er inmitten von Bischöfen und Gelehrten in dieser Kirche bestattet.
Im Jahr 1677 erlaubte der Breslauer Fürstbischof Friedrich von Hessen-Darmstadt den Pfefferküchlern der fürstbischöflichen Residenzstadt Neisse nach heftigen Auseinandersetzungen derselben mit den Weißbäckern die Gründung einer eigenen Gilde. Die Urkunde wird heute im Staatsarchiv Opole aufbewahrt.
Die hohe Blüte der Neisser Pfefferküchlerei setzte sich bis zur Mitte des Zwanzigsten Jahrhunderts fort. In den zwanziger und dreißiger Jahren existierten in Neisse folgende Pfefferküchlereien:
- Gebrüder Artelt – Breite Straße 1 (Fabrik) und Breslauer Straße 18 (Geschäft)
- Paul Buchwald – Neustädter Straße 14
- Helene König – Breslauer Straße 7
- Paul Kunisch, Inhaber Karl Kunisch (gegr. 1845) – Holtzmannstraße 2 (Fabrik), Ring 17 und Berliner Straße 10 (Geschäfte)[3]
- Gebrüder Reichelt – Rochusalle 53
- Heinrich Rudolf, Inh. Bernhard Lux (gegr. 1899) – Breslauer Straße 19
- Josef Sandmann – Zollstraße 43
- Arthur Scholz – Brüderstraße
- Franz Springer (gegr. 1789) – Rochusallee 9 (Fabrik) und am Ring (Geschäft)[4]

Aus dem Jahr 1933 findet sich ein Zeitungsbericht über die Neisser Pfefferküchler. Unter der Überschrift Weihnachtshochbetrieb bei Neisser Konfekt heißt es dort:
Jetzt vor Weihnachten sind in dem oberschlesischen Neisse die Konfektfabriken bis zum letzten Mann beschäftigt. Aus allen Teilen des Reiches und auch des Auslandes laufen die Bestellungen auf Neisser Konfekt, diese kleinen, so würzig schmeckenden, pfefferkuchenartigen Plätzchen, die nun seit Jahrzehnten überall berühmt sind. Obwohl die bewährten Herstellungsrezepte schon seit drei hundert Jahren angewandt werden, wird alles in modernsten Öfen und Maschinen hergestellt, oft so das keine menschliche Hand damit in Berührung kommt.
Nach 1945 waren die Bemühungen der Neisser Pfefferküchler, sich an ihren neuen Wohnorten wieder zu etablieren, von nur geringem Erfolg gekrönt. Die Betriebe, die zunächst einen Neuanfang wagten, haben mittlerweile aufgegeben bzw. arbeiten als „normale“ ortsansässige Bäckereien und betreiben die Neisser Pfefferkuchenfabrikation nur noch als kleines saisonales Nebengeschäft für unerschütterliche Liebhaber der weihnachtlichen Süßigkeit ihrer Kindheit.

## Ingredienzien
Die Grundbestandteile des Neisser Konfekts sind vier Teile Roggenmehl, je zwei Teile Honig und Zucker und ein Teil gemahlene Mandeln. Dazu kommen Eier und an Gewürzen Zimt, Kardamom, Nelken. Als Triebmittel wird Pottasche verwendet.
Je nachdem, ob sie zu „Braunkonfekt“ oder zu „Schokoladenkonfekt“ werden sollen, werden die rund oder in Herzform abgebackenen Pfefferkuchen mit einer Glasur aus Zartbitterschokolade oder Zuckerguss überzogen, wobei letztere nur dünn eingestrichen werden und nach dem Antrocknen der Glasur in einem zweiten Arbeitsgang ihre charakteristischen Zuckergusslinien erhalten.